# Локомотив (Донецьк)
ФК «Локомотив» (Донецьк) — радянський і український футбольний клуб з міста Донецьк. Заснований у 1948 році, остання згадка у 1973 році.

## Історія

### Хронологія назв
- 1948–1958 — «Локомотив» (Артемівськ)
- 1958–1961 — «Локомотив» (Сталіно)
- 1961–1973 — «Локомотив» (Донецьк)

### Короткі відомості
Клуб було створено у 1948 році під назвою «Локомотив» (Артемівськ). У 1958 році команда змушена була перебратися з Артемівська до Сталіна.

## Найвищі досягнення

### Україна
- Чемпіонат України
  -  Бронзовий призер — 1957

- Кубок України
  -  Фіналіст — 1955

### СРСР
- В чемпіонаті СРСР — 4 місце в зональному турнірі класу «Б» (1970)
- В Кубку СРСР — 1/64 фіналу (1959/60, 1961)

## Відомі гравці
Повний список гравців «Локомотива» (Донецьк), статті про яких містяться у Вікіпедії, дивіться тут.
- Валерій Шутильов
- Олег Жуков
- Віктор Зубков
- Юрій Захаров
- Євген Король